# Fridingen
Fridingen é uma cidade da Alemanha, no distrito de Tuttlingen, na região administrativa de Freiburg , estado de Baden-Württemberg.